# Aconitum kamelinii
Aconitum kamelinii är en ranunkelväxtart som beskrevs av A. A. Solovjev. Aconitum kamelinii ingår i släktet stormhattar, och familjen ranunkelväxter. Inga underarter finns listade i Catalogue of Life.